# غلين كارسون
غلين كارسون (بالإنجليزية: Glenn Carson)‏ (و. 1990  م) هو لاعب كرة قدم أمريكية، من الولايات المتحدة، يلعب كظهير ‏.

## التعليم
تعلم في الثانوية الإقليمية الجنوبية ‏، وجامعة ولاية بنسلفانيا.